# Даг Бентлі
Даг Бентлі (англ. Doug Bentley; 3 вересня 1916, Деліль — 24 листопада 1972, Саскатун) — канадський хокеїст, що грав на позиції крайнього нападника.
Член Зали слави хокею з 1964 року. Провів понад 500 матчів у Національній хокейній лізі. 

## Ігрова кар'єра
Народився в багатодітній родині емігрантів із Йоркшира. Його разом з іншими братами навчав хокею батько Білл Бентлі. Старший брат Макса Бентлі та молодший брат Рега Бентлі, з якими 1943 року утворив першу в історії НХЛ «родинну» трійку нападників.
Хокейну кар'єру розпочав 1933 року.
Протягом професійної клубної ігрової кар'єри, що тривала 16 років, захищав кольори команд «Чикаго Блек Гокс» та «Нью-Йорк Рейнджерс».
Загалом провів 588 матчів у НХЛ, включаючи 23 гри плей-оф Кубка Стенлі.

## Тренерська робота
Тренував клуби Саскачеванської молодіжної хокейної ліги, а також інших північноамериканських ліг.

## Нагороди та досягнення
- Перша команда всіх зірок НХЛ — 1943, 1944, 1947.
- Учасник матчу усіх зірок НХЛ — 1947, 1948, 1949, 1950, 1951.
- Друга команда всіх зірок НХЛ — 1949.

Входить до числа 100 найкращих гравців НХЛ за версією журналу The Hockey News.

## Статистика
| Сезон        | Клуб                         | Ліга         | Регулярний сезон | Регулярний сезон | Регулярний сезон | Регулярний сезон | Регулярний сезон | Плей-оф | Плей-оф | Плей-оф | Плей-оф | Плей-оф |
| Сезон        | Клуб                         | Ліга         | І                | Г                | П                | О                | ШХ               | І       | Г       | П       | О       | ШХ      |
| ------------ | ---------------------------- | ------------ | ---------------- | ---------------- | ---------------- | ---------------- | ---------------- | ------- | ------- | ------- | ------- | ------- |
| 1933–34      | «Саскатун Веслі»             | N-SSHL       | 4                | 3                | 3                | 6                | 0                | 9       | 3       | 1       | 4       | 8       |
| 1934–35      | «Реджайна Вікторіяс»         | S-SSHL       | 19               | 10               | 4                | 14               | 21               | 6       | 0       | 0       | 0       | 13      |
| 1935–36      | «Мус-Джо Міллерс»            | S-SSHL       | 20               | 3                | 3                | 6                | 30               | —       | —       | —       | —       | —       |
| 1936–37      | «Мус-Джо Міллерс»            | S-SSHL       | 24               | 18               | 19               | 37               | 49               | 3       | 3       | 0       | 3       | 4       |
| 1937–38      | «Мус-Джо Міллерс»            | S-SSHL       | 21               | 25               | 18               | 43               | 20               | 6       | 6       | 8       | 14      | 6       |
| 1938–39      | «Дромгелер Майнерс»          | ASHL         | 32               | 24               | 29               | 53               | 31               | —       | —       | —       | —       | —       |
| 1939–40      | «Чикаго Блек Гокс»           | НХЛ          | 39               | 12               | 7                | 19               | 12               | 2       | 0       | 0       | 0       | 0       |
| 1940–41      | «Чикаго Блек Гокс»           | НХЛ          | 46               | 8                | 20               | 28               | 12               | 5       | 1       | 1       | 2       | 4       |
| 1941–42      | «Чикаго Блек Гокс»           | НХЛ          | 38               | 12               | 14               | 26               | 11               | 3       | 0       | 1       | 1       | 4       |
| 1942–43      | «Чикаго Блек Гокс»           | НХЛ          | 50               | 33               | 40               | 73               | 18               | —       | —       | —       | —       | —       |
| 1943–44      | «Чикаго Блек Гокс»           | НХЛ          | 50               | 38               | 39               | 77               | 22               | 9       | 8       | 4       | 12      | 4       |
| 1945–46      | «Чикаго Блек Гокс»           | НХЛ          | 36               | 19               | 21               | 40               | 16               | 4       | 0       | 2       | 2       | 0       |
| 1946–47      | «Чикаго Блек Гокс»           | НХЛ          | 52               | 21               | 34               | 55               | 18               | —       | —       | —       | —       | —       |
| 1947–48      | «Чикаго Блек Гокс»           | НХЛ          | 60               | 20               | 37               | 57               | 16               | —       | —       | —       | —       | —       |
| 1948–49      | «Чикаго Блек Гокс»           | НХЛ          | 58               | 23               | 43               | 66               | 38               | —       | —       | —       | —       | —       |
| 1949–50      | «Чикаго Блек Гокс»           | НХЛ          | 64               | 20               | 33               | 53               | 28               | —       | —       | —       | —       | —       |
| 1950–51      | «Чикаго Блек Гокс»           | НХЛ          | 44               | 9                | 23               | 32               | 20               | —       | —       | —       | —       | —       |
| 1951–52      | «Чикаго Блек Гокс»           | НХЛ          | 8                | 2                | 3                | 5                | 4                | —       | —       | —       | —       | —       |
| 1951–52      | «Саскатун Квакерс»           | ТХЛ          | 35               | 11               | 14               | 25               | 12               | —       | —       | —       | —       | —       |
| 1952–53      | «Саскатун Квакерс»           | ЗХЛ          | 70               | 22               | 23               | 45               | 37               | 13      | 6       | 3       | 9       | 14      |
| 1953–54      | «Саскатун Квакерс»           | ЗХЛ          | 42               | 8                | 13               | 21               | 18               | —       | —       | —       | —       | —       |
| 1953–54      | «Нью-Йорк Рейнджерс»         | НХЛ          | 20               | 2                | 10               | 12               | 2                | —       | —       | —       | —       | —       |
| 1954–55      | «Саскатун Квакерс»           | ЗХЛ          | 61               | 14               | 23               | 37               | 52               | —       | —       | —       | —       | —       |
| 1955–56      | «Саскатун Квакерс»/«Брендон» | ЗХЛ          | 60               | 7                | 26               | 33               | 21               | —       | —       | —       | —       | —       |
| 1957–58      | «Саскатун»/«Сент-Пол»        | ЗХЛ          | 19               | 11               | 16               | 27               | 0                | —       | —       | —       | —       | —       |
| 1961–62      | «Лос-Анджелес Блейдс»        | ЗХЛ          | 8                | 0                | 2                | 2                | 2                | —       | —       | —       | —       | —       |
| 1962–63      | «Лонг-Біч Галлс»             | КаХЛ         | —                | —                | —                | —                | —                | —       | —       | —       | —       | —       |
| Усього в НХЛ | Усього в НХЛ                 | Усього в НХЛ | 565              | 219              | 324              | 543              | 217              | 23      | 9       | 8       | 17      | 12      |